# قرية الصفا
تقع قرية الصفا على طريق الأمل الرابط بين العاصمة الموريتانية نواكشط والولايات الشرقية من البلاد، وتقع القرية ذات البنيان المعماري الجميل عند الكيلومتر 36 غرب مدينة لعيون عاصمة ولاية الحوض الغربي، وقد تأسست في بداية ثمانينات القرن الماضي، وتوجد فيها عدة محاظر (مدارس لتعليم القرآن الكريم وعلومه) أبرزها اليوم محظرة «الامام نافع» ومحظرة «الهدى» ومحظرة «الخير». وقد خرجت محاظر القرية العديد من الحفاظ والفقهاء من أبناء القرية، ومحيطها وعموم التراب الوطني، بل إن أجانب من دول أخرى نهلوا من معين محاظرها التي كانت وما زالت مقصدا لطلاب العلوم الشرعية لتكون «قرية الصفا» بذلك شمعة مضيئة لا على المستوى المحلي فحسب بل الجهوي والإقليمي كذلك. ويلعب شباب قرية الصفا دورا مهما في النهضة المعرفية التي ميزت قرية الصفا من بين قرى الحوض الغربي حيث يقوم النادي الثقافي الاجتماعي لشباب قرية الصفا بخدمة المجتمع من خلال تنمية قدراته، وتطويرها ثقافيا واجتماعيا، وتحصين قيمه من الذبول، وحماية أخلاقه الفاضلة من التراجع.